# Xander Schauffele
Xander Schauffele (født 1993) er en amerikansk golfspiller på PGA Touren.
Han blev professionel i 2015 og vandt sin første PGA Tour-sejr i juli 2017.
Ved sommer-OL 2020 i Tokyo, som blev afholdt i 2021, vandt han guld.